# Eupelte oblonga
Eupelte oblonga is een eenoogkreeftjessoort uit de familie van de Peltidiidae. De wetenschappelijke naam van de soort is voor het eerst geldig gepubliceerd in 1885 door Claus.